# Мета (река)
Ме́та (исп. Río Meta) — река в Колумбии и Венесуэле, левый приток реки Ориноко. В нижнем течении служит границей между этими странами. Длина реки составляет 1000 км, площадь бассейна — 112 000 км². Судоходный участок — 785 км.
Река берёт начало при слиянии рек Метика и Умеа. Далее река протекает по равнинам Льянос-Ориноко, где течение имеет преимущественно спокойный характер.
Режим паводковый, с бурными подъёмами воды во время ливневых летних осадков. Средний расход протекающей воды составляет 4300.
Река судоходна в течение восьми месяцев в году от устья до посёлка Мараяль, южнее города Пуэрто-Лопес. Главные речные порты — Пуэрто-Карреньо в устье и Орокуэ.